# James Bailey (rugby à XV)
Pour les articles homonymes, voir James Bailey et Bailey.

a Compétitions nationales et continentales officielles uniquement.

b Matchs officiels uniquement.
Dernière mise à jour le 8 mars 2018.
James Warren M. Bailey, né le 5 août 1983 à Londres, est un joueur anglais de rugby à XV qui joue au poste d'ailier ou parfois d'arrière.

## Palmarès
- Vainqueur du Championnat de France de Pro D2 en 2011